# Francesc Sales i Coderch
Francesc Sales i Coderch   (Barcelona, 5 d'agost de 1947 - Barcelona, 16 d'abril de 1995) fou un escriptor i professor català.
Fill d'una família lligada al món de la literatura i de la universitat. El 1969 es llicencià en filosofia i lletres. Fou professor de llengua i literatura de batxillerat. Conreà sobretot el conte.
El 1981 obtingué el premi Víctor Català per Les Alveolars a la Romània. Seguiren altres reculls, entre els quals destaca Biern (1989) i L'àngel de l'abisme (1992). Autor d'una extensa obra per a joves, cal citar, Les cartes de la Mila (premi Vaixell de Vapor de 1985), El secret de les màquines (1988) o Escrit a l'ordinador (1990), entre d'altres. Amb El pes de la càrrega guanya, l'any 1992, el premi Gran Angular.
Traduí autors italians i dirigí les col·leccions L'Odissea (Empúries) i El Brot Jove (Pòrtic)
És remarcable, també, la tasca que Francesc Sales desenvolupà com a professor. Així, en relació amb el camp de la docència, guanya el premi Baldiri Reixach amb una programació de literatura universal per a BUP i el premi al millor programa de ràdio, l'any 1983, amb Pati de lletres.

## Obra
Narrativa
- Les alveolars a la Romània, Barcelona: Selecta, 1982.
- L'àngel de l'abisme, Barcelona: Pòrtic, 1992.

Novel·la
- Biern, Barcelona: Pòrtic, 1989.

Narrativa infantil i juvenil
- En Pandolfi a la gran ciutat. Barcelona: Argos, 1984.
- Ibrahim, un noi del Marroc. Barcelona: La Galera, 1984.
- La lluna. Barcelona: Argos, 1984.
- Fugir. Barcelona: Laia, 1985.
- Les cartes de la Mila. Barcelona: Cruïlla, 1985.
- Primera avaluació. Barcelona: Empúries, 1986.
- Aquell estiu a Biern. Barcelona: Pòrtic, 1987.
- Fer-ne quaranta. (amb Mercè Company) Barcelona: Destino, 1987.
- Com un xiprer. Barcelona: Laia, 1988.
- El secret de les màquines. Barcelona: Cruïlla, 1988.
- Cria fills (amb Mercè Company). Barcelona: Destino, 1989.
- Van Gogh. Barcelona: Antàrtida, 1990.
- Escrit a l'ordinador: diari d'un noi de quinze anys. Barcelona: Cruïlla, 1991.
- El trencament. Barcelona: Pòrtic, 1991.
- Més enllà del núvol blanc. (Il·lustracions de Maria Teresa Ramos). Barcelona: Edelvives, 1991.
- És ella! Barcelona: Columna, 1992.
- El meu amic Pau. Barcelona: Cruïlla, 1992.
- El pes de la càrrega. Barcelona: Cruïlla, 1993.

## Premis i reconeixements
- Premi Víctor Català (1981): Les alveolars a la Romània.
- Premi Baldiri Reixach (1983).
- Premi al millor programa de ràdio (1983): Pati de lletres.
- Premi El Vaixell de Vapor (1985): Les cartes de la Mila.
- Premi Gran Angular (1992): El pes de la càrrega.